# Jeff Colby
Jeff Colby is een personage uit de soapseries Dynasty en The Colbys. De rol werd vertolkt door acteur John James. Jeff was erbij van in het eerste seizoen en bleef bij de serie tot 1985 toen hij verhuisde naar de spin-off The Colbys, waar zijn familie centraal stond. Omdat de kijkcijfers tegenvielen werd deze serie in 1987 stopgezet en Jeff werd onmiddellijk weer geïntroduceerd in Dynasty, waar hij bleef tot het einde van de serie. In 1991 nam hij de rol opnieuw op voor de miniserie Dynasty: The Reunion.